# Braden (Tennessee)
Braden é uma cidade  localizada no estado norte-americano de Tennessee, no Condado de Fayette.

## Demografia
Segundo o censo norte-americano de 2000, a sua população era de 271 habitantes. 
Em 2006, foi estimada uma população de 288, um aumento de 17 (6.3%).

## Geografia
De acordo com o United States Census Bureau tem uma área de 9,9 km², dos quais 9,9 km² cobertos por terra e 0,0 km² cobertos por água.

## Localidades na vizinhança
O diagrama seguinte representa as localidades num raio de 20 km ao redor de Braden. 